# نفت‌چال (سوادکوه)
نفت چال، روستایی از توابع بخش شیرگاه شهرستان سوادکوه شمالی در استان مازندران ایران است.

## جمعیت
این روستا در دهستان لفور قرار دارد و براساس سرشماری مرکز آمار ایران در سال ۱۳۸۵، جمعیت آن ۳۴۰ نفر (۱۱۴خانوار) بوده‌است.